# Чорне озеро
Чо́рне о́зеро (чеськ. Černé jezero) — найбільше і найглибше озеро природного походження на території Чехії, розташоване у Шумаві, у Пльзенському краю, за 6 км на північний-захід від міста Железна-Руда.
Це льодовикове озеро, що сформувалося в останню льодовикову епоху, має трикутну форму. Озеро оточене хвойним лісом. У воді містяться оліготрофи. З озера витікає Чорний потік, який впадає в Улаву. Практично по озеру проходить вододіл: Чорне озеро входить у басейн Ельби, як впадає у Північне море, а вже Чортове озеро за 2 км на південня уже належить до басейну Дунаю і Чорного моря.
На цьому озері знаходиться найстаріша гідроакумулятивна електростанція Чехії, збудована у 1929-30 роках; вона використовує його як верхній резервуар.
Оскільки озеро знаходиться близько до кордону з Німеччиною, у період залізної завіси доступ до озера був дуже обмежений.